# Заговор Зринских — Франкопана

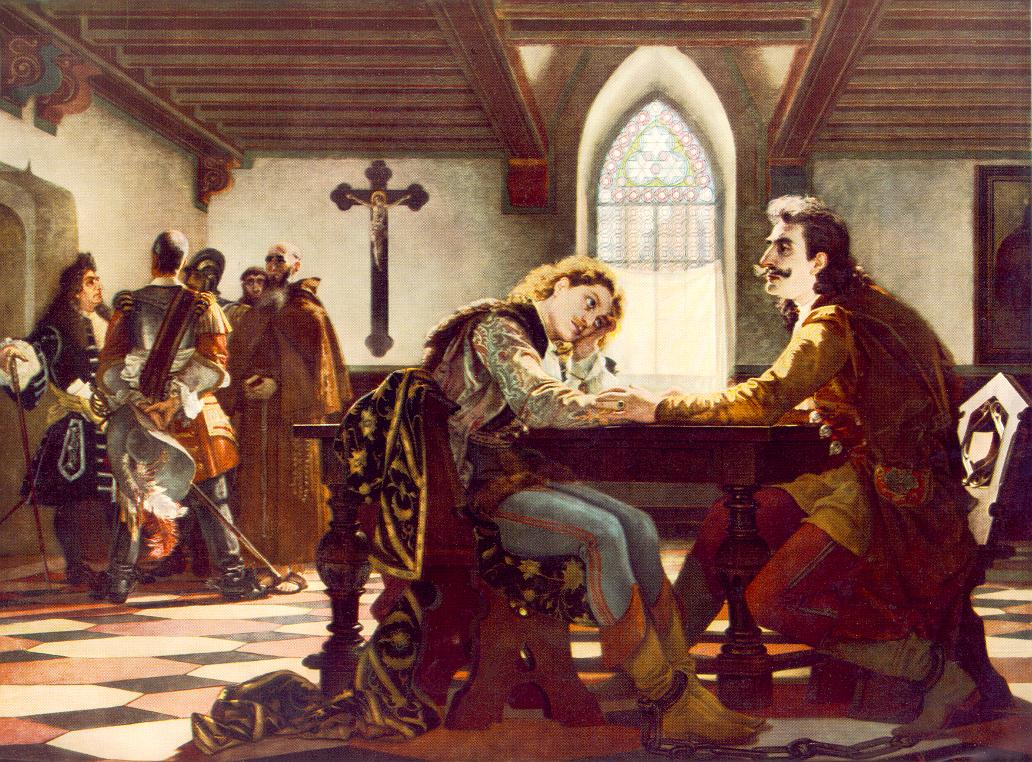
Фран Крсто Франкопан и Пётр Зринский

Заговор Зринских-Франкопана, Заговор магнатов — заговор хорватской знати против Габсбургов в XVII веке. Был вызван резким недовольством венгерских и хорватских дворян политикой императора Леопольда I, который после победы в войне с турками отказался вести войну за освобождение исторических венгерских и хорватских земель и заключил в 1664 году с Османской империей Вашварский мир, который был расценен знатью как позорный. Заговор был плохо организован, заговорщики не имели чёткой программы действий, что привело к его краху. Лидеры заговора Пётр Зринский и Фран Крсто Франкопан были казнены, последующие репрессии привели к резкому ослаблению могущества хорватских дворянских родов, в первую очередь Зринских и Франкопанов.

## Предыстория
Ключевым сражением Австро-турецкой войны 1663—1664 годов стала битва при Сентготтхарде, которая была выиграна австрийцами при поддержке армий других европейских государств. Через несколько дней после битвы 10 августа 1664 года был подписан Вашварский мир, по условиям которого Османская империя даже получала назад часть только что освобождённых хорватских и венгерских земель. Договор признавал верховную власть султана над Трансильванией и Уйваром, хотя и обязывал турок вывести из Трансильвании войска. Хорватский замок Нови-Зрин, родовое поместье магнатов Зринских, был разрушен и не подлежал восстановлению. Причиной таких условий было нежелание императора Леопольда I глубоко увязать в конфликте с турками, в то время как главной целью его внешней политики была борьба за гегемонию в Европе с французским королём Людовиком XIV. Договор вызвал бурю возмущения среди хорватских и венгерских дворян, один из главных героев закончившейся войны бан Хорватии Николай Зринский протестовал при венском дворе против позорного мира, но его протесты были проигнорированы.

## Подготовка

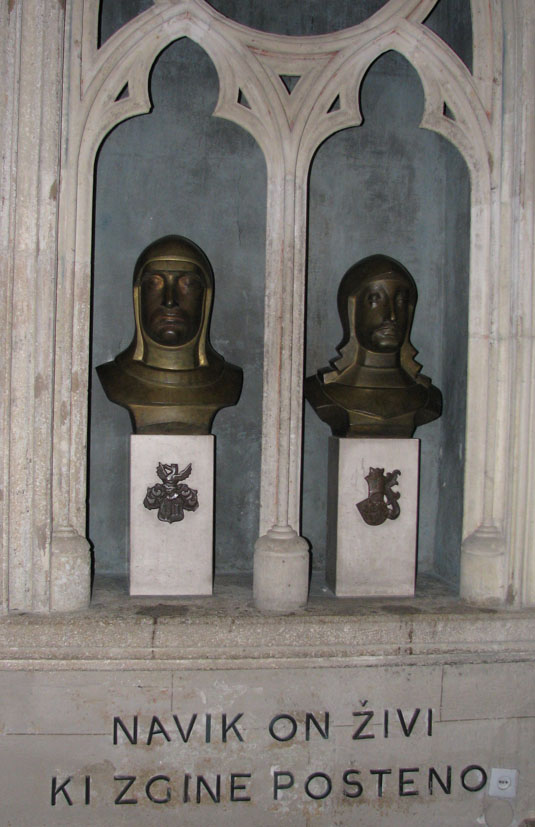
Памятник Зринскому и Франкопану в Загребском соборе, где они похоронены

Разочарование политикой Вены было столь велико, что Николай Зринский, всю жизнь демонстрировавший полную преданность Габсбургам, начал подготовку мятежа. Он планировал создать объединённую армию из верных ему венгерских, хорватских и трансильванских частей и военным путём добиться отделения Венгрии и Хорватии от Австрии. Однако 18 ноября 1664 года Николай Зринский погиб на охоте. Подготовку заговора возглавил в Хорватии его брат Пётр Зринский, ставший баном после смерти брата, и Фран Крсто Франкопан, а в Венгрии Ференц Вешшеленьи.
У заговорщиков отсутствовала чёткая политическая программа, за исключением ясного осознания, что для успеха мятежа необходима иностранная помощь, основные надежды при этом связывались с Францией. Неизвестно, как они мыслили будущее политическое устройство хорватских земель: союз с Венгрией, независимое королевство или какой-либо иной вариант.
Надежды на Людовика XIV не оправдались, он, несмотря на заинтересованность в ослаблении Габсбургов, вёл себя осторожно. Переговоры с Венецией и другими иностранными державами также ни к чему не привели. В конце 1660-х годов у венгерских магнатов-заговорщиков становилась всё более популярной идея союза с турками. Пётр Зринский, который этому первоначально противился, вынужден был от безвыходности согласиться. В 1669 году представители заговорщиков были приняты султаном. По плану Венгрия и Хорватия должны были перейти под покровительство султана и платить ему дань, в ответ на что султан гарантировал бы свободы и конституцию. Планы стали известны австрийцам, возможно, утечка информации произошла от великого визиря, который был настроен против предприятия.
В 1670 году заговорщики предприняли попытку восстания. В попытке привлечения на свою сторону низших слоёв заговорщики объявили о том, что всем крестьянам, примкнувшим к восстанию, будет дарована свобода. В марте 1670 года Франкопан призвал в Загребе горожан к восстанию. Однако восстание не было поддержано ни в городской, ни в крестьянской среде, Зринские и Франкопаны были не особо популярны, их цели не были до конца понятны. Кроме того, заговор осудил влиятельный загребский церковный капитул.

## Крах заговора

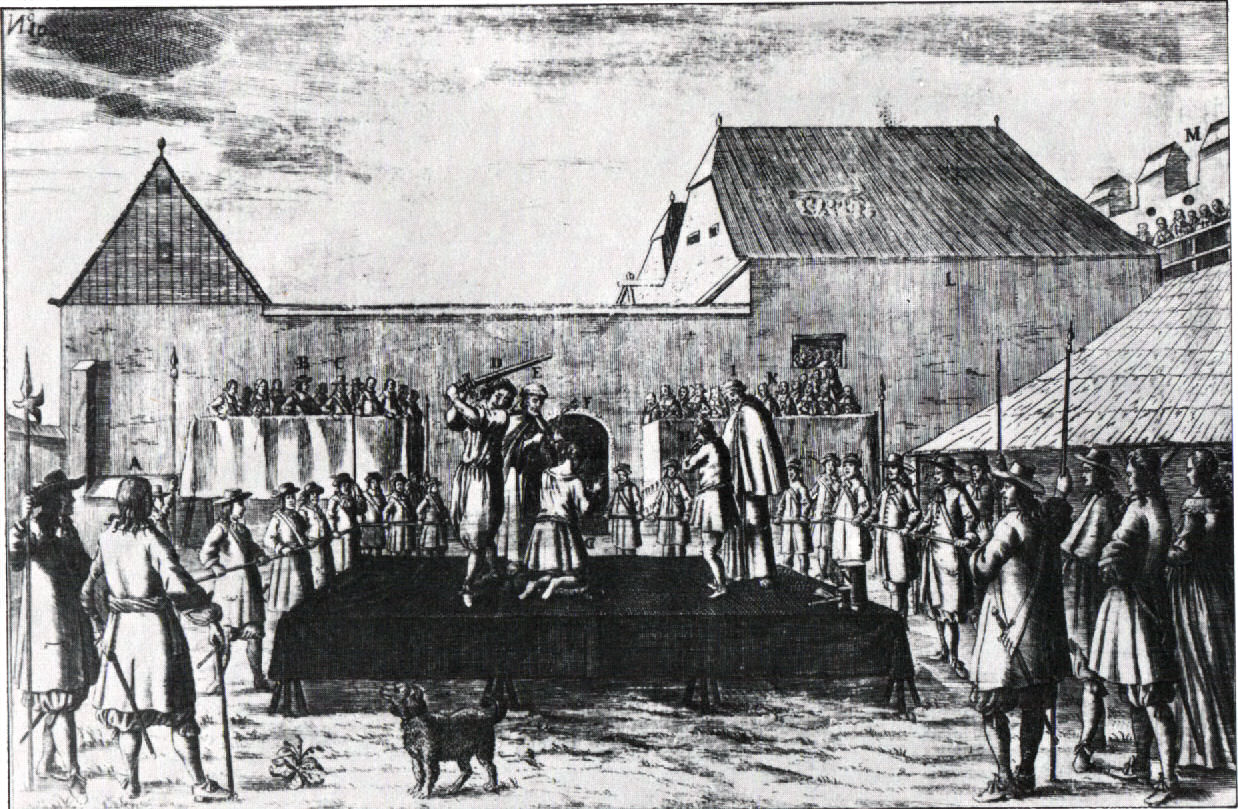
Казнь Франкопана и Зринского

После того, как никакой помощи от Турции получено не было, а хорваты в подавляющем большинстве мятеж не поддержали, Зринский и Франкопан, понимая, что заговор провалился, прибыли в Вену, чтобы добровольно предстать перед судом. Оба были взяты под арест и после длительного процесса по делу о государственной измене обоим был вынесен смертный приговор. Зринский и Франкопан были казнены через отсечение головы 30 апреля 1671 года в Винер-Нойштадте. Всего по делу о заговоре было арестовано около 2000 человек, в основном дворян.
Гонения обрушились и на членов семей заговорщиков, в первую очередь на Зринских и Франкопанов. Катарина Зринская, сводная сестра Франа Крсто Франкопана и жена Петра Зринского была заключена в монастырь, где и скончалась. В тюрьме умер и сын Петра Зринского. Гонения привели к резкому ослаблению хорватских магнатских домов и последовавшему вскоре пресечению родов Зринских и Франкопанов.